# Lijst van diskjockeys op NPO Radio 2
Dit is een lijst met de huidige en voormalige diskjockeys van het Nederlandse publieke radiostation NPO Radio 2.
Legenda
-  = Actieve diskjockeys zijn voorzien van een gekleurd blokje.
- Jaartallen betreffen alleen dj-werk (geen werk als sidekick of productie).

## A
|  | Naam                   | Periode(s) | Opmerkingen    |
|  | ---------------------- | ---------- | -------------- |
|  | Marc Adriani           |            | BNN en BNNVARA |
|  | Bart Arens             |            | AVROTROS       |
|  | Vivienne van den Assem |            | WNL            |

## B
|  | Naam              | Periode(s) | Opmerkingen         |
|  | ----------------- | ---------- | ------------------- |
|  | Giel Beelen       |            | BNNVARA             |
|  | Martine Bijl      |            | AVRO                |
|  | Leo Blokhuis      |            | BNNVARA             |
|  | Cobus Bosscha     |            | KRO                 |
|  | Ted de Braak      |            | NCRV                |
|  | Hadassah de Boer  |            | TROS                |
|  | Carolien Borgers  |            | AVROTROS            |
|  | Caroline Brouwer  |            | AVROTROS en BNNVARA |
|  | Peter van Bruggen |            | KRO                 |
|  | Evelien de Bruijn |            | KRO-NCRV            |

## C
|  | Naam             | Periode(s) | Opmerkingen |
|  | ---------------- | ---------- | ----------- |
|  | Karel van Cooten |            | TROS        |

## D
|  | Naam             | Periode(s) | Opmerkingen       |
|  | ---------------- | ---------- | ----------------- |
|  | Kimberley Dekker |            | WNL               |
|  | Edwin Diergaarde |            | TROS en AVVROTROS |
|  | Evert Duipmans   |            | KRO-NCRV          |
|  | Willem Duys      |            | AVRO              |

## E
|  | Naam              | Periode(s) | Opmerkingen |
|  | ----------------- | ---------- | ----------- |
|  | Gerard Ekdom      |            | BNNVARA     |
|  | Morad El Ouakili  |            | PowNed      |
|  | Sofie van den Enk |            | KRO-NCRV    |

## G
|  | Naam                   | Periode(s) | Opmerkingen         |
|  | ---------------------- | ---------- | ------------------- |
|  | Jac. Goderie           |            | AVRO                |
|  | Wouter van der Goes    |            | KRO-NCRV en BNNVARA |
|  | Jan Paul Grootentraast |            | KRO-NCRV            |
|  | Sander Guis            |            | KRO-NCRV            |

## H
|  | Naam                   | Periode(s) | Opmerkingen     |
|  | ---------------------- | ---------- | --------------- |
|  | Bert Haandrikman       |            | KRO en KRO-NCRV |
|  | Tannaz Hajeby          |            | EO              |
|  | Sander de Heer         |            | BNN en BNNVARA  |
|  | Desiree van der Heiden |            | PowNed          |
|  | Thomas Hekker          |            | PowNed          |
|  | Tom Herlaar            |            | EO              |
|  | Marisa Heutink         |            | WNL en BNNVARA  |
|  | Frank van 't Hof       |            | BNNVARA         |
|  | Miranda van Holland    |            | EO              |
|  | Niels Hoogland         | Invaller   |                 |
|  | Malou Holshuijsen      |            | BNNVARA en WNL  |

## I
|  | Naam             | Periode(s) | Opmerkingen |
|  | ---------------- | ---------- | ----------- |
|  | Jeroen van Inkel |            | BNNVARA     |

## J
|  | Naam           | Periode(s) | Opmerkingen |
|  | -------------- | ---------- | ----------- |
|  | Dolf Jansen    |            | BNNVARA     |
|  | Astrid de Jong |            | VARA        |

## K
|  | Naam                    | Periode(s) | Opmerkingen            |
|  | ----------------------- | ---------- | ---------------------- |
|  | Ron Kas                 |            | KRO                    |
|  | Eddy Keur               |            | PowNed                 |
|  | Jeroen Kijk in de Vegte |            | BNNVARA                |
|  | Corné Klijn             |            | AVROTROS               |
|  | Jacques Klöters         |            | NPS en AVRO            |
|  | Kasper Kooij            |            | WNL                    |
|  | Jeanne Kooijmans        |            | KRO en WNL             |
|  | Bert Kranenbarg         |            | VARA, NCRV en KRO-NCRV |
|  | Shay Kreuger            |            | BNNVARA                |
|  | Sara Kroos              |            | BNNVARA                |

## L
|  | Naam             | Periode(s) | Opmerkingen |
|  | ---------------- | ---------- | ----------- |
|  | Bart van Leeuwen |            | Veronica    |
|  | Daniël Lippens   |            | BNNVARA     |
|  | Robert Long      |            | AVRO        |
|  | Will Luikinga    |            | Veronica    |

## M
|  | Naam             | Periode(s) | Opmerkingen         |
|  | ---------------- | ---------- | ------------------- |
|  | Thijs Maalderink |            | BNNVARA en KRO-NCRV |
|  | Ferry Maat       |            | TROS en NCRV        |
|  | Andrew Makkinga  |            | KRO-NCRV            |
|  | Hans Mondt       |            | Veronica            |
|  | Frank du Mosch   |            | NCRV                |
|  | Jeroen Mulder    |            | BNNVARA             |
|  | One'sy Muller    |            | AVROTROS            |

## P
|  | Naam                   | Periode(s) | Opmerkingen    |
|  | ---------------------- | ---------- | -------------- |
|  | Timur Perlin           |            | BNNVARA        |
|  | Toine van Peperstraten |            | BNNVARA en WNL |
|  | Chiel van Praag        |            | Veronica       |

## R
|  | Naam                | Periode(s) | Opmerkingen |
|  | ------------------- | ---------- | ----------- |
|  | Obi Raaijmakers     | Invaller   |             |
|  | Paul Rabbering      |            | AVROTROS    |
|  | Rutger Radstaake    |            | BNNVARA     |
|  | Yora Rienstra       |            | VARA        |
|  | Jan-Willem Roodbeen |            | BNNVARA     |

## S
|  | Naam                  | Periode(s) | Opmerkingen                 |
|  | --------------------- | ---------- | --------------------------- |
|  | Hans Schiffers        |            | AVRO en AVROTROS            |
|  | Annemieke Schollaardt |            | AVROTROS                    |
|  | Cielke Sijben         |            | KRO-NCRV en AVROTROS        |
|  | Frits Sissing         |            | AVRO en AVROTROS            |
|  | Mart Smeets           |            | VARA                        |
|  | Hans Smit             |            | VARA                        |
|  | Arjan Snijders        |            | AVRO                        |
|  | Diana Sno             |            | NCRV                        |
|  | Hijlco Span           |            | NCRV                        |
|  | Jack Spijkerman       |            | VARA                        |
|  | Frits Spits           |            | KRO                         |
|  | Jetske van Staa       |            | AVRO                        |
|  | Stefan Stasse         |            | KRO-NCRV                    |
|  | Marc Stakenburg       |            | KRO                         |
|  | Gijs Staverman        |            | KRO-NCRV                    |
|  | Henk van Steeg        |            | EO                          |
|  | Rob Stenders          |            | PowNed, AVROTROS en BNNVARA |
|  | Ron Stoeltie          |            | EO                          |

## T
|  | Naam                 | Periode(s) | Opmerkingen     |
|  | -------------------- | ---------- | --------------- |
|  | Peter Teekamp        |            | TROS            |
|  | Martine Ten Klooster |            | EO              |
|  | Harjo Thijs          |            | NCRV            |
|  | Annette van Trigt    |            | Veronica en NOS |

## V
|  | Naam                | Periode(s) | Opmerkingen               |
|  | ------------------- | ---------- | ------------------------- |
|  | Willemijn Veenhoven |            | BNNVARA                   |
|  | Kick van der Veer   |            | AVRO                      |
|  | Remco Veldhuis      |            | VARA                      |
|  | Rick van Velthuysen |            | PowNed                    |
|  | Thomas van Vliet    |            | KRO-NCRV                  |
|  | Jasper de Vries     |            | NCRV, KRO-NCRV en BNNVARA |
|  | Meta de Vries       |            | AVRO en MAX               |

## W
|  | Naam               | Periode(s) | Opmerkingen |
|  | ------------------ | ---------- | ----------- |
|  | Simone Walraven    |            | AVROTROS    |
|  | Alfred van de Wege |            | EO          |
|  | Rinske Wels        |            | VARA        |
|  | Ruud de Wild       |            | PowNed      |
|  | Jeffrey Willems    |            | AVRO        |
|  | Emmely de Wilt     |            | KRO-NCRV    |